# Artjom Alexandrowitsch Detyschew
Artjom Alexandrowitsch Detyschew (russisch Артём Александрович Детышев, wiss. Transliteration Artëm Aleksandrovič Detyšev; * 21. Juli 1978 in Angarsk) ist ein ehemaliger russischer Eisschnellläufer.

## Werdegang
Detyschew wurde bei den Juniorenweltmeisterschaften 1997 in Butte Elfter und bei den Juniorenweltmeisterschaften 1998 in Roseville Sechster im Kleinen-Vierkampf. In der Saison 1998/99 nahm er in Hamar erstmals am Eisschnelllauf-Weltcup teil, wobei er den 42. Platz über 1500 m sowie den 32. Platz über 5000 m errang. Bei den Einzelstreckenweltmeisterschaften 1999 in Heerenveen belegte er den 11. Platz über 5000 m. Bei der Mehrkampfeuropameisterschaft 2002 in Erfurt lief er auf den 30. Platz im Großen-Vierkampf. In der Saison 2002/03 erreichte er in Baselga di Piné mit dem sechsten Platz über 5000 m sein bestes Ergebnis im Weltcup und mit dem 13. Platz in der Weltcupwertung über 5000/10000 m sein bestes Gesamtergebnis. Beim Saisonhöhepunkt, den Einzelstreckenweltmeisterschaften 2003 in Berlin, wurde er Achter über 5000 m und Sechster über 10000 m. Im folgenden Jahr errang er bei den Einzelstreckenweltmeisterschaften 2004 in Seoul den 19. Platz über 5000 m und bei der Mehrkampfeuropameisterschaft 2004 in Heerenveen den 11. Platz im Großen-Vierkampf. In der Saison 2005/06 siegte er bei den russischen Meisterschaften über 5000 m und kam bei den Olympischen Winterspielen 2006 in Turin auf den 15. Platz über 5000 m sowie auf den fünften Rang in der Verfolgung. In der folgenden Saison wurde er russischer Meister in der Teamverfolgung und absolvierte in Moskau seinen letzten Weltcup, welchen er in der B-Gruppe auf dem zehnten Platz über 10000 m beendete.

## Erfolge

### Olympische Spiele
- 2006 Turin: 5. Platz Teamverfolgung, 15. Platz 5000 m

### Einzelstrecken-Weltmeisterschaften
- 1999 Heerenveen: 11. Platz 5000 m
- 2003 Berlin: 6. Platz 10000 m, 8. Platz 5000 m
- 2004 Seoul: 19. Platz 5000 m

### Europameisterschaften
- 2002 Erfurt: 30. Platz Großer Vierkampf
- 2004 Heerenveen: 11. Platz Großer Vierkampf

## Persönliche Bestzeiten
| Disziplin | Zeit         | Datum             | Ort     |
| --------- | ------------ | ----------------- | ------- |
| 500 m     | 38,04 s      | 25. Dezember 2004 | Moskau  |
| 1000 m    | 1:15,42 min  | 3. Februar 2007   | Irkutsk |
| 1500 m    | 1:49,99 min  | 9. November 2006  | Kolomna |
| 3000 m    | 3:59,60 min  | 25. Oktober 2003  | Berlin  |
| 5000 m    | 6:17,25 min  | 13. November 2005 | Calgary |
| 10000 m   | 13:18,61 min | 19. Dezember 2005 | Moskau  |